# Paarl
Paarl (/ˈpɑːrl̩/) è una città del Sudafrica, situata nella Provincia del Capo Occidentale, sulla riva ovest del fiume Berg, a circa 60 km da Città del Capo. È una città ricca di giardini; ci sono coltivazioni di arance e vigne. Gli edifici più importanti sono le due chiese calviniste, esempi di architettura coloniale olandese. La sua economia si basa su agricoltura e viticoltura; vi si producono vini (fra i migliori del Sudafrica, secondi solo a quelli di Constantia) e brandy. Ci sono inoltre industrie che producono vagoni ferroviari e finimenti per cavalli. A sudest della città si trovano cave di granito.
La città fu fondata nel 1687, in una località scelta dall'allora governatore della Provincia del Capo Simon van der Stel. Il nome Paarl fu scelto per via di un masso situato su una collina della zona, che alla luce del sole ricorda un'enorme perla. I primi abitanti erano principalmente ugonotti che avevano trovato rifugio presso la Colonia del Capo olandese dopo la revoca dell'Editto di Nantes.